# Great Staughton
Great Staughton est une paroisse civile et un village du Cambridgeshire, en Angleterre.